# Xarrë
Xarrë é uma comuna (em albanês:  komuna) da Albânia localizada no distrito de Sarandë, prefeitura de Vlorë.